# Estadio Arsenio Erico
Das Estadio Arsenio Erico ist ein im Umbau befindliches Fußballstadion im Barrio Hipódromo der paraguayischen Hauptstadt Asunción. Es wurde 1904 eröffnet und fasst heute 4434 Zuschauer auf Sitzplätzen. Die Anlage liegt direkt neben der Pferderennbahn Hipódromo de Asunción und wurde in späteren Jahren nach Arsenio Erico, einem herausragenden Fußballspieler der paraguayischen Fußballgeschichte, benannt. Der Fußballverein Club Nacional, bei dem Arsenio Erico seine Karriere begann, trägt in der vereinseigenen Sportstätte seine Heimspiele aus. 2014 wurde das Stadion zuletzt renoviert.
Am 16. August 2022 begann die Renovierung des La Visera mit dem symbolischen Spatenstich in Anwesenheit von Robert Alexis Luis Harrison Paleari, Präsident des Fußballverbandes Asociación Paraguaya de Fútbol (APF) und ehemaliger Präsident vom Club Nacional. Im Mittelpunkt steht der Bau einer neuen Südtribüne, zudem wird der Rang im Norden saniert. Darüber hinaus soll eine neue Flutlichtanlage installiert sowie die Spielfläche auf international übliche Maße von 105 × 68 m gebracht werden. Mit den Maßnahmen soll das Stadion an die internationalen Anforderungen angepasst werden. Die Kosten trägt der Club Nacional.